# Distretto di Narail
Il distretto di Narail è un distretto del Bangladesh situato nella divisione di Khulna. Si estende su una superficie di 990,23 km² e conta una popolazione di 721.668 abitanti (dato censimento 2011).

## Suddivisioni amministrative
Il distretto si suddivide nei seguenti sottodistretti (upazila):
- Narail Sadar
- Kalia
- Lohagara